# Class 16
De Class 16 is een Britse diesellocomotief die in het kader van het moderniseringsplan van 1955 als North British Type 1 werd besteld. Net als de andere ontwerpen van Type 1 locomotieven was ook deze ontworpen voor lokale goederentreinen.

## Overzicht
Het ontwerp was een verdere ontwikkeling van een prototype, de 10800 dat door North British voor British Railways werd gebouwd. Als onderdeel van het British Railways' 'pilot scheme' werden tien locomotieven besteld voor vergelijkend onderzoek met de concurrenten British Thompson-Houston (Class 15) en English Electric (Class 20). Het ontwerp kende een aantal overeenkomsten met de Class 15, zoals de in het Verenigd Koninkrijk ongebruikelijke road-switcher opbouw en de Paxman 16YHXL motor van 800 pk.

## Levering
De tien locomotieven met de nummers D8400–D8409 werden tussen mei en september 1958 voltooid door de fabriek van North British Locomotive Company  in Queen's Park te Glasgow. Ze werden afgeleverd aan de London Midland Regio van British Railways in het depot van Devons Road in Bow in het noordoosten van Londen, voor vergelijkende proeven met de concurrenten, maar werden kort daarop naar het nabijgelegen depot Stratford van de Eastern Regio overgebracht waar ze tot de buitendienststelling bleven.

## Operationeel
Het ontwerp bleek geen succes en er werden geen verdere exemplaren meer gebouwd. De Class 15 had eveneens problemen met de Paxman motoren en bij de Class 16 was het nog erger door gebrekkige ventilatie met regelmatige uitval van motoren tot gevolg, door defecte cilinderkoppen trad bovendien vervuiling van de koelvloeistof op. Voor treinschakeling was gekozen voor het elektro-magnetische "red circle" systeem dat storingsgevoelig was en evenmin gekoppeld kon worden met het gebruikelijke elektro-pneumatische "blue star" systeem.

## Uitgerangeerd
Door de afwijkende bouw en de onbetrouwbaarheid waren de locomotieven een voor de hand liggende kandidaat voor een spoedige buitendienststelling. De reeks werd afgevoerd tussen februari en september 1968 en eind 1969 waren ze allemaal opgeknipt voor verdere sloop.